# Понтийская экспедиция Перикла
Понтийская экспедиция — поход афинского флота во главе со стратегом Периклом на Понт Эвксинский (в Чёрное море), который датируют предположительно 437/436 годом до н. э. Упоминается только у Плутарха. Исследователи спорят о маршруте афинян и о результатах экспедиции.

## Поход
Понтийская экспедиция Перикла стала важной частью экспансии Афин в V веке до н. э. О ней сообщает только Плутарх, но учёные (за редкими исключениями) всё же признают этот поход историческим событием. По всей видимости, информацию о нём Плутарх почерпнул из несохранившихся трудов Феопомпа. Причерноморье интересовало афинян как один из трёх потенциальных источников привозного зерна наряду с Египтом и Великой Грецией; его важность чрезвычайно выросла в связи с превращением Афин в один из самых населённых городов Эллады, а также в связи с поражением египетской экспедиции и провалом колонизационной политики Перикла в Фуриях. К тому же афиняне контролировали торговые пути из Эгейского моря в Чёрное, не имея там серьёзных конкурентов. Ещё в 447 году до н. э. Перикл вывел тысячу афинских колонистов в область Херсонеса Фракийского и построил укрепления, чтобы обезопасить этот полуостров от набегов фракийцев. В ходе Самосской войны Афины установили контроль над Византием и соответственно над Боспором Фракийским — воротами в Чёрное море.
Понтийскую экспедицию чаще всего датируют 437 или 436 годами до н. э., но некоторые исследователи говорят о 435 годе до н. э. как возможной дате. Этот поход возглавил сам Перикл. Афиняне побывали в Синопе и (предположительно) в Амисе, где основали колонии — клерухию и апойкию соответственно. В Синопе были оставлены 13 кораблей для борьбы с изгнанным тираном Тимесилеем.
Единого мнения о маршруте экспедиции у исследователей нет. Большинство полагает, что главной целью афинян было Боспорское царство как крупнейший экспотёр зерна в регионе. При этом И. Суриков предположил, что на пути в Боспор Перикл проплыл вдоль западного побережья Чёрного моря, где принял в Афинский союз Ольвию, Аполлонию Понтийскую и другие города; М. Высокий считает, что на обратном пути афиняне прошли вдоль всего восточного побережья Чёрного моря, основав ещё ряд колоний (в том числе крупных); по версии В. Строкина, Перикл плыл в Боспор по кратчайшему маршруту, но в ходе экспедиции вовлёк в Афинский союз многие полисы на южном побережье Малой Азии.
С проблемой маршрута связаны споры о результатах экспедиции: есть и скептики, и сторонники версии о масштабных успехах афинского флота, и приверженцы «золотой середины». Афины действительно могли расширить свою морскую державу (в том числе за счёт форпостов на северном побережье Чёрного моря), упрочить контроль над хлебной торговлей и наладить дружеские отношения с Боспором, но для всего этого, возможно, понадобилась целая серия походов, данные о которых оказались утрачены. Главным результатом экспедиции могло стать превращение Эгейского моря во «внутренее море» Афинского союза, который теперь выглядел как сплочённая и мощная держава с обширной сферой влияния.